# P-90

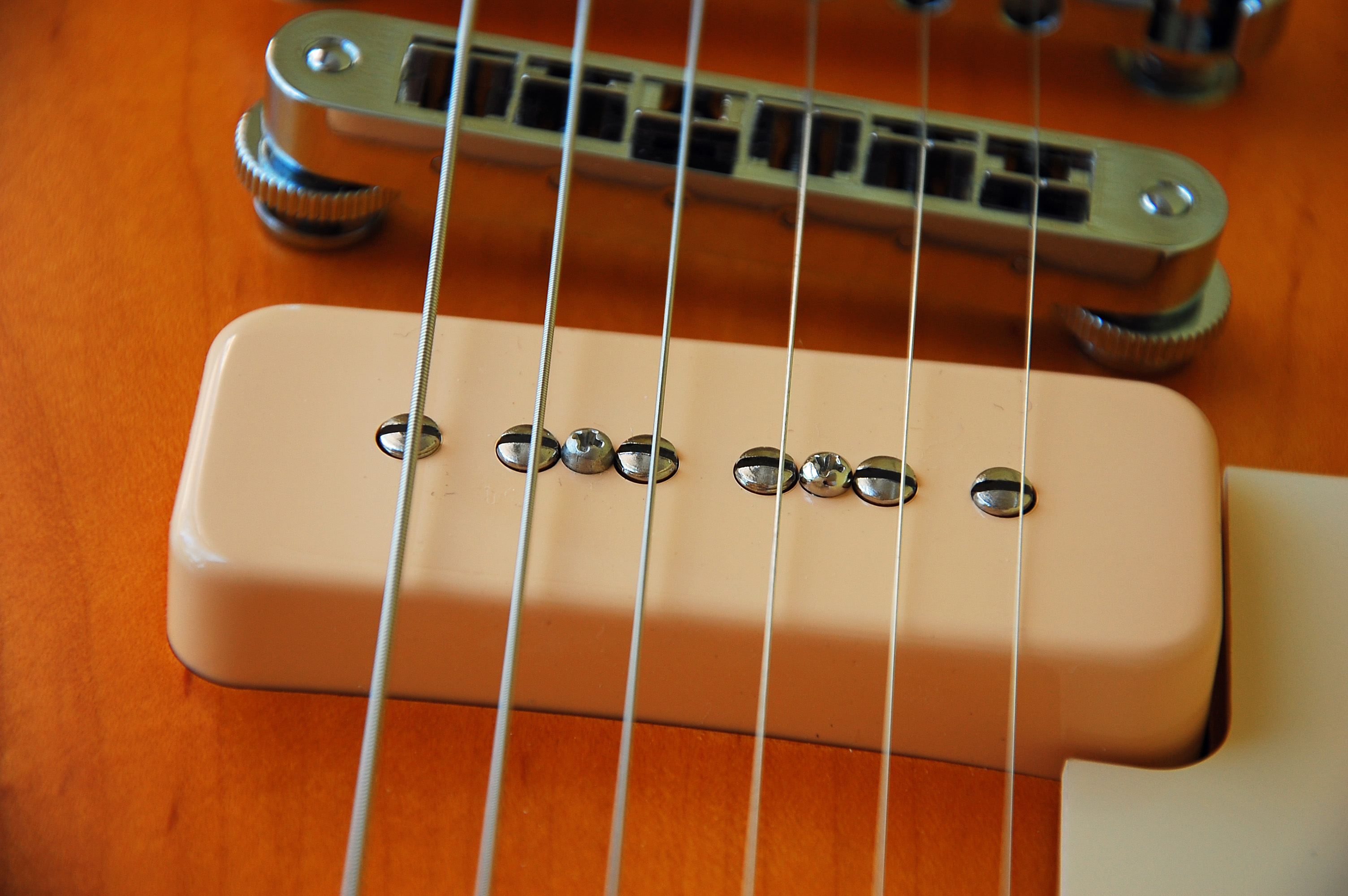
przetwornik gitarowy P-90 tzw. "mydełko"

P-90 – rodzaj przetwornika elektromagnetycznego do przetwarzania drgań strun gitary na sygnał elektryczny. 
Pod względem technicznym jest to przetwornik z jedną cewką w odróżnieniu od przetwornika typu humbucker lecz o cieńszej i krótszej cewce niż pickup jednocewkowy single. Przeważnie występuje w mniejszej obudowie niż przetworniki humbucker z wieloma cewkami.
Brzmienie P-90 określane jest jako pośrednie między singlem a humbuckerem, dynamiczne, jasne, błyskotliwe oraz o dużej wrażliwości na wydobycie dźwięku. Jest także odporny na sprzężenia. Najsłynniejszym modelem gitary wyposażonym w ten rodzaj przetwornika jest Epiphone Casino.
P-90 produkowany jest przez firmę Gibson od 1946 roku. 